# P. D. Ouspensky
P. D. Ouspensky (russisch Пётр Демьянович Успенский, Transkription Pjotr Demjanowitsch Uspenski, wiss. Transliteration Pëtr Dem'janovič Uspenskij, auch Peter oder Pyotr D. Ouspensky; * 4. März 1878 in Moskau; † 2. Oktober 1947 in Lyne Place, Surrey) war ein russischer, später in England wirkender esoterischer Schriftsteller, der ein bedeutender Schüler von Georges I. Gurdjieff und als solcher einer der Hauptvertreter eines sogenannten Vierten Weges war.

## Leben und Wirken
Ouspensky wurde in Moskau in eine Familie von Künstlern und Intellektuellen geboren. Seine Eltern gehörten zur russischen Intelligenzija. Die Mutter, Jekaterina Semjonowna, war Malerin mit Interessen an russischer und französischer Literatur, der Vater, Demian Petrovich Ouspensky, Offizier des Vermessungsdienstes, der Musik und Malerei liebte. Sein Vater starb jung und die Mutter zog mit Pjotr und seiner jüngeren Schwester Margarita möglicherweise zur Großmutter, die ebenfalls Witwe war und in einem Vorort nördlich des Moskauer Stadtzentrums lebte.
Im Jahre 1890 besuchte Ouspensky das Zweite Moskauer Gymnasium, eine staatliche Schule für Jungen im Alter von 10 bis 18 Jahren. Im Alter von sechzehn Jahren wurde er von der Schule verwiesen, weil er vor den Augen eines Inspektors ein Graffito an eine Wand gemalt hatte. 1906 arbeitete er in der Redaktion der Moskauer Tageszeitung Utro Rossii (russisch Утро России). Im Jahre 1907 begann er sich für die im damaligen Russland verbotene theosophische Literatur zu interessieren. In der Folge beschäftigte er sich mit der Frage, wie eine Synthese zwischen Wissenschaft, Religion und Mystik herbeizuführen sei, und widmete sich dem Studium des Yoga, der Magie und des Okkultismus.
Im Herbst 1913, im Alter von fünfunddreißig Jahren, reiste er auf der Suche nach „Wundern“ in den Osten Eurasiens. Er besuchte Theosophen in Adyar im indischen Bundesstaat Tamil Nadu, musste jedoch nach Beginn des Ersten Weltkrieges wieder nach Moskau zurückkehren. Während dieser Reisen durch Indien und Ceylon verfolgte er das Ziel, eine Schule zu finden, in der er „die verborgenen Gesetze unserer Welt und des Weltalls“ erlernen konnte. In Moskau heiratete er Sophie Grigorievna Maximenko (1878–1961). Zur gleichen Zeit unterhielt er eine Liebesbeziehung mit  Anna Ilinishna Butkovsky (* 1885).
Im Jahr 1915 erschien sein erster Roman Das seltsame Leben des Iwan Osokin, russisch Странная жизнь Ивана Осокина, im Verlag Kinemadrama in St. Petersburg.
Der Roman erzählt den erfolglosen Kampf Iwan Osokins, eines verantwortungslosen jungen Mannes, der zur sinnlosen Rebellion neigt, der aber, um seine begangenen „Fehler“ zu korrigieren, die Chance erhält, seine „Vergangenheit noch einmal zu durchleben“.
Der Roman ist beeinflusst von Friedrich Nietzsches Theorie der „Ewigen Wiederkunft des Gleichen“. Der Schluss nimmt die Philosophie des „Vierten Wegs“ vorweg, die typisch für Ouspenskis spätere Werke ist.
Im selben Jahr 1915 traf er in Petersburg auf Georges I. Gurdjieff. Überzeugt, in Gurdjieff einen Lehrer gefunden zu haben, der ihm das gesuchte Wissen vermitteln könne, begann er eine mehrjährige Zusammenarbeit mit Gurdjieff. Bedingt durch die Wirren der Oktoberrevolution reisten Gurdjieff und eine Gruppe seiner Schüler, zu denen auch Ouspensky gehörte, durch verschiedene Länder bis nach Konstantinopel, wo sich beider Wege 1920 trennten.
Das mehr formal-mathematisch ausgerichtete Denken Ouspenskys führte schließlich zu Spannungen zwischen ihm und seinem Lehrer Gurdjieff, der 1922 in Fontainebleau bei Paris das „Institut für die harmonische Entwicklung des Menschen“ gründete. Ouspensky brach 1924 endgültig mit Gurdjieff, blieb aber dessen Lehren treu und arbeitete in London mit seiner eigenen Schülergruppe daran, die hauptsächlich in den Jahren 1915 bis 1918 von Gurdjieff dargestellten Lehren zu verstehen und fehlende Bereiche zu ergänzen. Aus dieser Zeit stammt auch Auf der Suche nach dem Wunderbaren, eines seiner bekanntesten Werke, in dem er die Lehren Gurdjieffs darstellt.

### Werke
- Das seltsame Leben des Iwan Osokin. Roman. Aus dem Englischen von Rolf Gleichmann. Sphinx-Verlag, Basel 1984, ISBN 3-85914-415-4.
- Tertium organum. Der Dritte Kanon des Denkens. Ein Schlüssel zu den Rätseln der Welt. Aus dem Englischen von François Grunwald. 3. Auflage. Barth, München 1988, ISBN 978-3-502-67480-1. (online; englisch)
- Ein neues Modell des Universums. Die Prinzipien der psychologischen Methode in ihrer Anwendung auf Probleme der Wissenschaft, Religion und Kunst. Aus dem Englischen von François Grunwald. 2. Auflage, Barth, Basel 1986, ISBN 3-85914-173-2.
- Auf der Suche nach dem Wunderbaren. Die Lehre des großen Meisters G. I. Gurdjieff. Aus dem Amerikanischen von Arnold Keyserling und Louise March. Neuausgabe. Barth, München 2010, ISBN 978-3-426-29187-0. (PDF-Datei; englisch; 4,2 MB (Memento vom 17. April 2012 im Internet Archive))
- Die Psychologie der möglichen Evolution des Menschen. Aus dem Englischen von François Grunwald und Peter Sineokow. 6. Auflage. Ryvellus bei Neue Erde, Saarbrücken 2008, ISBN 978-3-89060-521-0.
- Der vierte Weg. Nach Themen geordnete Aufzeichnungen der Gespräche Ouspenskys anlässlich seiner Treffen in London und New York in den Jahren 1921–1946. Anleitung zur Entfaltung des wahren menschlichen Potentials nach G. I. Gurdjieff. Aus dem Englischen von Rolf Gleichmann. advaitaMedia, Saunstorf 2013, ISBN 978-3-936718-30-0.
- Bewusstsein und Gewissen. Die Suche nach Wahrheit. Aus dem Englischen von Rolf Gleichmann. Sphinx, Basel 1982, ISBN 3-85914-141-4.
- Gespräche mit einem Teufel. Aurum-Verlag, Freiburg am Breisgau, 1976, ISBN 3-591-08028-4.

### Sekundärliteratur
- Peter McGregor Eadie (Hrsg.): P. D. Ouspensky – Commemorative Issue. (The Bridge No. 12). The Study Society, London 1997, OCLC 938851380.
- Olga und Thomas de Hartmann: Expeditionen ins Wunderbare – Unser Leben mit Herrn Gurdjieff. Chalice, Xanten 2019, ISBN 978-3-942914-39-0.
- Bob Hunter: Don't Forget: P. D. Ouspensky's Life of Self-remembering. Bardic Press, California 2006, ISBN 0-9745667-7-2.
- Gary Lachman: In Search of P. D. Ouspensky. The Genius in the Shadow of Gurdjieff. Quest Edition, Wheaton 2004, ISBN 0-8356-0840-9.
- William Patrick Patterson: Struggle of the Magicians. Exploring the Teacher-Student Relationship. Why Uspenskii left Gurdjieff. Arete Communications, Fairfax 1996, ISBN 1-879514-80-X.
- Robert S. de Ropp (Hrsg.): Talks by Madame Ouspensky. Philogos Press, Manchester 1984, OCLC 40818310.
- Merrily E. Taylor (Hrsg.): Remembering Pyotr Demianovich Ouspensky. Yale University Library, New Haven 1978, OCLC 13612215.
- James Webb: The Harmonious Circle: The Lives and Work of G. I. Gurdjieff, P. D. Ouspensky, and Their Followers. Putnam Publishing, New York 1980, ISBN 0-399-11465-3.
- Colin Wilson: The Strange Life of P. D. Ouspensky. Aquarian/Thorsons, 1993, ISBN 1-85538-079-X.
- Anna-Teresa Tymieniecka, Patricia Trutty-Coohill (Hrsg.): The Cosmos and the Creative Imagination. (= Band 119 Analecta Husserliana) Springer, Heidelberg / New York, ISBN 978-3-319-79362-7, S. 253